# Schöpfwerk Lesumbrok

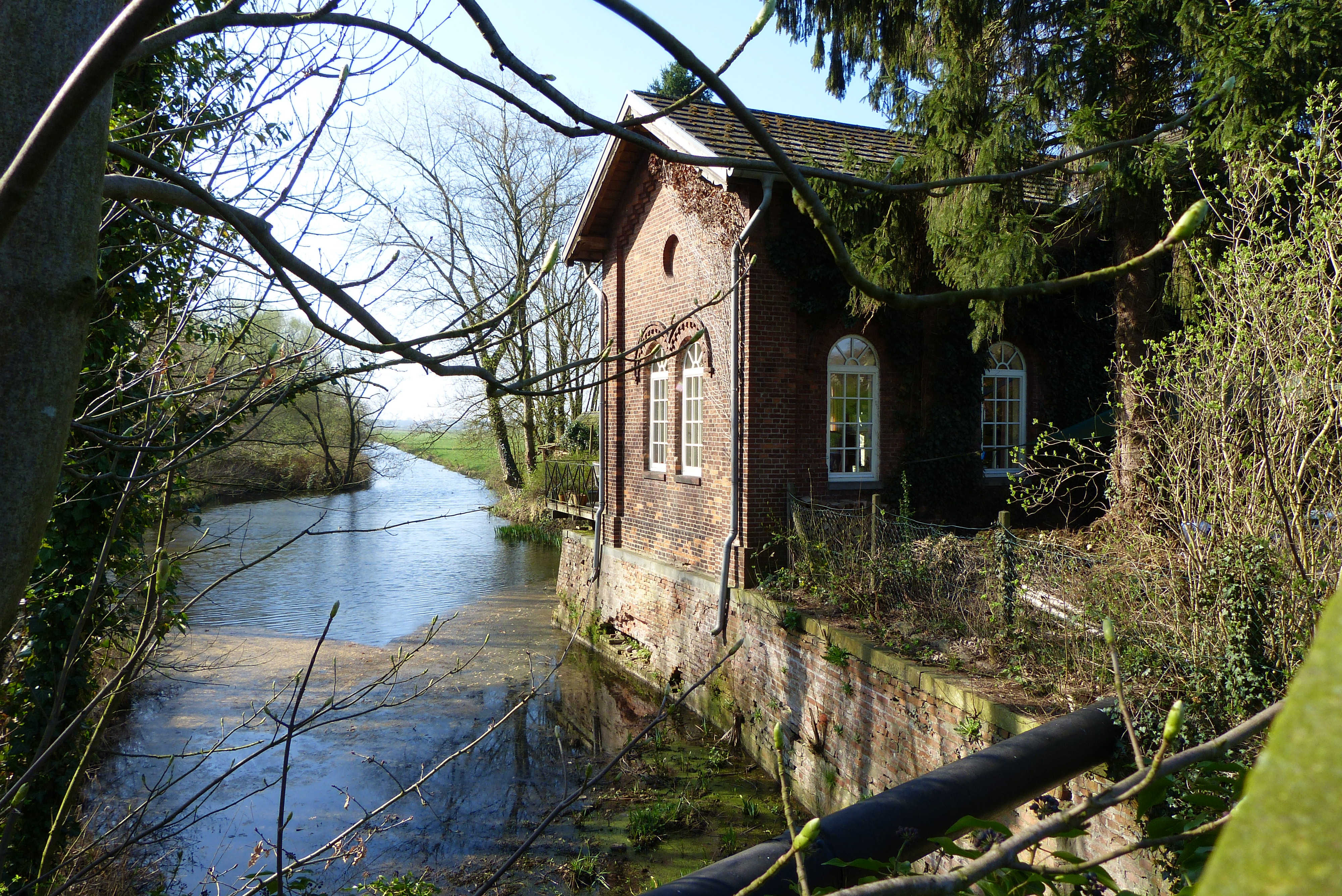
Pumpenhaus und Sielgraben, Blick vom Deich aus Nord

Das Schöpfwerk Lesumbrok befindet sich in Bremen, Stadtteil Burglesum, Ortsteil Werderland, Lesumbroker Landstraße 122 am Lesumdeich. Es wurde bis 1872 nach Plänen von Oberbaudirektor und Wasserbau-Direktor der Baudirektion Bremen Friedrich Rudolph Theodor Berg gebaut. 
Die Anlage mit dem Sielgraben steht seit 2013 unter Bremer Denkmalschutz. Das Gebäude ist als Einzeldenkmal eingetragen.

## Geschichte

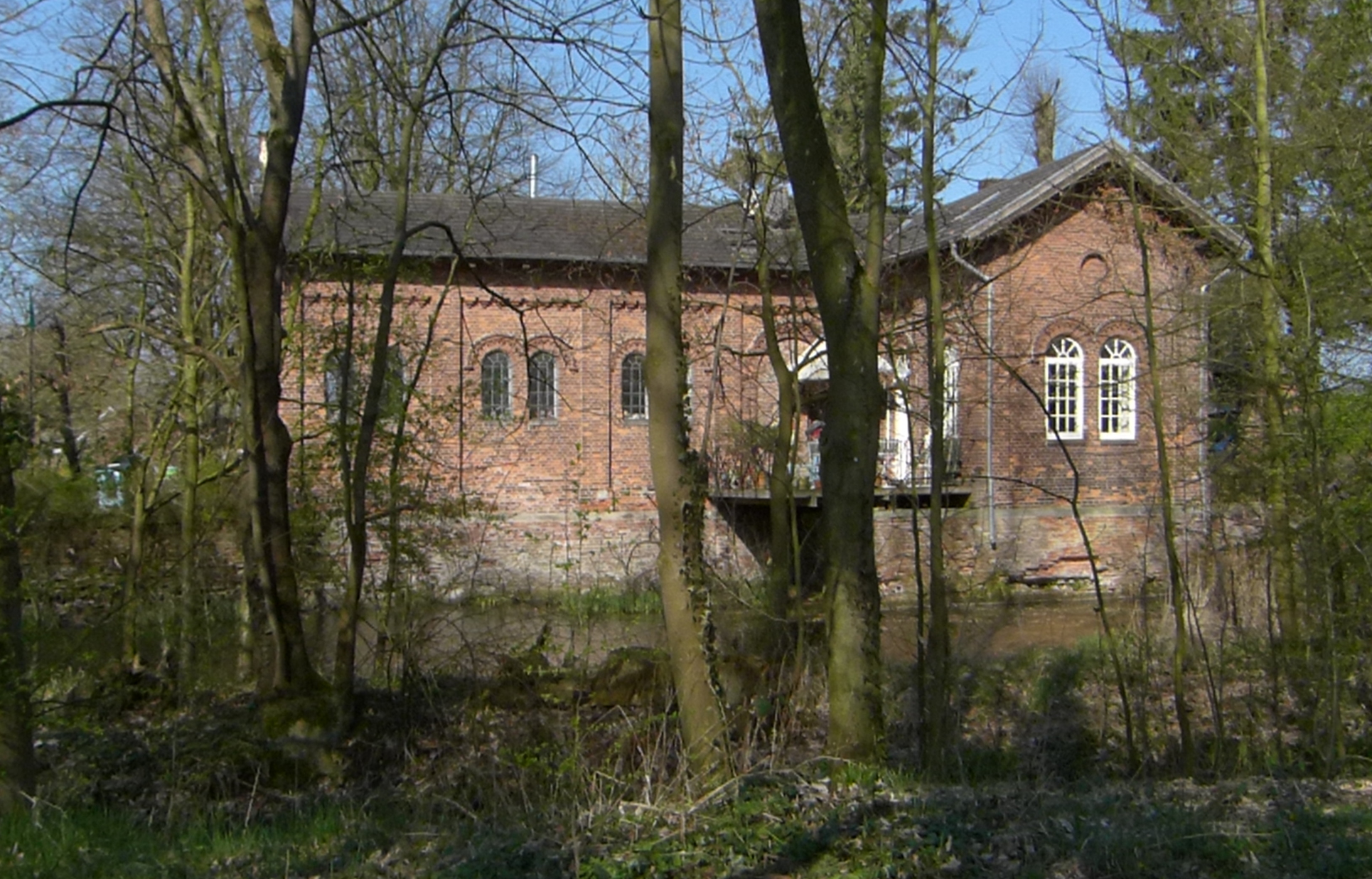
Pumpenhaus, Blick aus Osten

Das Wasserschöpfwerk mit dem eingeschossigen, verklinkerten Pumpenhaus und der Dampfentwässerungsanstalt mit einem Satteldach wurde 1870/72 in der Epoche des Historismus für den Abwässerungsverband für die Feldmarken Mittelsbüren, Niederbüren, Lesumbrok und Dungen als Zusammenschluss der Eigentümer bzw. Bauern (später Lesumbroker Sielacht) gebaut. Durch die Trockenlegung der Sumpfflächen war eine Erschließung des Stadtteils erst möglich.
Mit dem Bau der ehemaligen Entwässerungsanstalt Lesumbrok (auch Schöpfwerk für das Nieder-Werderland) wurden auch die Abzugsgräben erweitert bzw. erneuert wie der Hauptentwässerungskanal und Zuleitungskanal Mittelsbürener Sielgraben, heute Lesumbroker Sielgraben, und das zugehörige Siel vergrößert. 
Das Landesamt für Denkmalpflege Bremen schrieb dazu: „...Die Entwässerungsanstalt, das Siel und der Sielgraben dokumentieren eine entscheidende Etappe in der Geschichte der künstlichen Entwässerung, aber auch der Bewässerung des Werderlandes, das eine muldenförmige Oberfläche aufweist und zu großen Teilen unter NN liegt.“